# Силеа
Силеа (итал. Silea) је насеље у Италији у округу Тревизо, региону Венето.
Према процени из 2011. у насељу је живело 6077 становника. Насеље се налази на надморској висини од 12 м.

## Становништво
Према резултатима пописа становништва 2011. у општини је живело 9.923 становника.
| 1931. | 1936. | 1951. | 1961. | 1971. | 1981. | 1991. | 2001. | 2011. |
| ----- | ----- | ----- | ----- | ----- | ----- | ----- | ----- | ----- |
| 4.882 | 4.720 | 5.275 | 5.405 | 6.612 | 7.780 | 8.671 | 9.114 | 9.923 |